# Piotr Waligórski (ogrodnik)
Piotr Marcin Waligórski – polski ogrodnik, doktor habilitowany nauk rolniczych.

## Życiorys
W 1999 r. ukończył studia biologiczne na Uniwersytecie Jagiellońskim, w 2008 r. obronił pracę doktorską pt. Zastosowanie elektroforezy kapilarnej do oznaczania samoniezgodności kapusty głowiastej białej (Brassica oleracea var. capitata f. alba L.), której promotorem był prof. Franciszek Dubert, w 2020 r. habilitował się na podstawie pracy zatytułowanej Rola poliamin w procesach wzrostu i rozwoju wybranych gatunków roślin.
Pracuje na stanowisku profesora w Instytucie Fizjologii Roślin im. Franciszka Górskiego PAN.